# Želetava
Želetava (en allemand : Schelletau) est un bourg (městys) du district de Třebíč, dans la région de Vysočina, en République tchèque. Sa population s'élevait à 1 487 habitants en 2024. 

## Géographie
Želetava se trouve à 14 km au nord-ouest du centre de Moravské Budějovice, à 17 km au sud-sud-est de Třebíč, à 29 km au sud-sud-est de Jihlava et à 138 km au sud-est de Prague.
La commune est limitée par Předín au nord, par Lesná, Štěměchy, Cidlina et Lesonice à l'est, par Martínkov et Domamil au sud, par Meziříčko au sud-ouest, et par Jindřichovice, Rozseč et Svojkovice à l'ouest.

## Histoire
La première mention écrite de la localité date de 1303.

## Administration
La commune se compose de quatre sections :
- Bítovánky
- Horky
- Šašovice
- Želetava

## Transports
Par la route, Želetava se trouve à 15 km de Moravské Budějovice, à 20 km de Třebíč, à 31 km de Jihlava et à 162 km de Prague.